# Yuval Scharf
Yuval Scharf (hébreu : יובל שרף, née le 4 juin 1985) est une actrice de cinéma, télévision, et théâtre et mannequin israélienne.

## Biographie
Scharf est née à Tel-Aviv, sa mère est Yael Sharoni-Scharf, membre du kibboutz Tel Yitzhak. Dans sa jeunesse, elle grandit à Éven-Yéhouda. Elle est la cousine de Guy Meroz. En 2008, elle a terminé ses études à l’École de théâtre de Nissan Nativ à Tel Aviv. Le 9 octobre 2011, Scharf a épousé Shlomi Shaban et, en 2015, leur premier fils est né.

### Carrière à la télévision et au cinéma
Entre les années 2004 et 2005, elle a joué le journaliste Yasmin Barnea dans le telenovela Exposition réalisé par Robbie Duenias. En 2006, elle a participé en tant que reporter à l'émission Music 24 The Magazine.
En 2008, elle a joué un rôle d'invité dans la série télévisée Peut-être cette fois, a joué Nitzan dans la première et la troisième saison de la série télévisée Srugim, réalisé par Laizy Shapiro et Chava Devon, et Neta dans le film Mes plus belles années, réalisé par Reshef Levi.
En 2009, elle a joué Ilil dans la série télévisée quotidienne Rosh Gadol, Big Deal qui a été diffusée sur Arutz HaYeladim et Yes (en), et Naama dans la série télévisée The Naked Truth qui a été diffusée sur Channel 10. En 2010, elle a joué Elinor dans la série télévisée Ha-Chaim Ze Lo Hacol sur le réseau de télévision Channel 2 de Reshet, aux côtés de Avi Kushnir. Elle a joué Elia dans la série télévisée Autre vie. En 2011, elle a joué Noa dans le film Footnote de Joseph Cedar et a participé à la deuxième saison de la série comique Bobby and I. En 2012, elle a joué Anat dans la série New York et a joué un rôle d'invitée dans Ha-Dillerim.
En 2013, Yuval Scharf a joué le personnage d'Ella Gursky dans le film Wonderland de Avi Nesher aux côtés notamment d'Uri Hezekiah, Adir Miller. Au début de cette même année, elle a participé au clip vidéo de Ivri Lider de la chanson Esther is Eating Carbohydrates.
En 2014, elle a joué le rôle principal dans le film Ana Arabia de Amos Gitai et dans la série télévisée A Table for Six, qui est diffusée sur Channel 10. A Table for Six a participé à un sketch de Eretz Nehederet aux côtés d'Eran Zerachovitch. À partir de cette année, elle a commencé à participer en tant que marque de célébrité pour les nouveaux centres commerciaux Ofer. En 2014, elle a joué dans le drame Moon at Home réalisé par Dorit Hakim, et pour son rôle dans le film, elle a été nommée pour le Prix Ophir de la meilleure actrice de soutien en 2015. Le film a été publié en septembre 2016.
En 2017, elle a commencé à jouer le rôle principal dans la série Hot de Pullman sur Hot Israeli Entertainment, comme Karen, partenaire d'Idan, aux côtés notamment de Tomer Kapon, Ortal Ben Shushan, Dean Miroshnikov, Maor Schweizer.
En 2021, Yuval Scharf tient le de Rochel, dans la série télévisée La Belle de Jérusalem dont l'action se passe à Jérusalem lors de l'entre-deux-guerres. Cette série est adaptée du livre The Beauty Queen of Jerusalem de Sarit Yishai-Levi.

### Au théâtre
Au Théâtre Beit Lessin, elle a participé à plusieurs pièces : en 2008, elle a joué Jill dans la pièce Aquus et joué dans la pièce Alma and Ruth; En 2009, elle a participé à la pièce Conditions of Affection et en 2010 a participé à la pièce Oncle Vania.

## Filmographie
- 2018 : Un tramway à Jérusalem d'Amos Gitaï
- 2021 : La Belle de Jérusalem de Shlomo Mashiach et Oded Davidoff : Rochel